# Ray Nelson
Radell Faraday "Ray" Nelson (3 de outubro de 1931 - 30 de novembro de 2022) foi um autor de ficção científica e cartunista americano mais famoso por seu conto de 1963 "Eight O'Clock in the Morning", que mais tarde foi usado por John Carpenter como base para sua Filme de 1988 Eles vivem.

## Vida pessoal
Nelson nasceu em 3 de outubro de 1931 em Schenectady, Nova York, filho de Walter Hughes Nelson e Marie Reed. Ele tem um irmão mais novo, Trevor Reed Nelson. Ele se tornou um membro ativo do fandom de ficção científica quando ainda era adolescente na Cadillac High School em Cadillac, Michigan . Após a formatura, ele freqüentou a Universidade de Chicago (estudando teologia), depois passou quatro anos estudando em Paris, onde conheceu Jean-Paul Sartre, Boris Vian e Simone de Beauvoir, assim como Allen Ginsberg, Gregory Corso, William Burroughs e outros. Ícones de geração de batida . Em Paris, ele trabalhou com Michael Moorcock contrabandeando os livros banidos de Henry Miller da França. Enquanto esteve lá, ele também conheceu a norueguesa Kirsten Enge, que se tornou sua segunda esposa em 4 de outubro de 1957. Seu único filho, Walter Trygve Nelson, nasceu em 21 de setembro de 1958 em Paris. Ele já havia sido casado com uma amiga: Perdita Lilly, ela foi tema de seu primeiro livro, a coleção de poesias de 23 páginas Perdita: Songs of Love, Sex e Self Pity, que mais tarde se casaria com John Boardman.

## Carreira
Nelson começou sua carreira escrevendo e criando desenhos animados para fanzines de ficção científica. Mais tarde, Nelson escreveu muitos contos publicados profissionalmente , incluindo "Turn Off the Sky" e "Nightfall on the Dead Sea". Sua mais conhecida história "Oito horas da manhã" (em inglês: Eight O'Clock in the Morning") foi publicada na revista The Fantasy of Science & Science (novembro de 1963). Ray Nelson e o artista Bill Wray adaptaram a história como sua graphic graphic "Nada" publicada na antologia de quadrinhos Alien Encounters (nº 6, abril de 1986) e o diretor John Carpenter a adaptou como seu filme They Live (1988).
Nelson colaborou com Philip K. Dick no romance de invasão alienígena de 1967 The Ganymede Takeover. Nelson era amigo de Philip K. Dick desde a infância, e em um documentário sobre Dick, Nelson diz que as únicas vezes que Philip K. Dick tentou o LSD foram as duas vezes que ele deu a ele. Esse documentário biográfico sobre Dick, no qual Nelson é entrevistado em destaque, é The Penultimate Truth About, de Philip K. Dick, produzido em 2007.
No início dos anos 70. Nelson organizou um workshop de escritores em uma igreja unitarista na área de São Francisco. Um de seus alunos era Anne Rice.
Seu livro de 1975, Blake's Progress, no qual o poeta William Blake é um viajante do tempo, foi descrito por John Clute em The Encyclopedia of Science Fiction como "o melhor trabalho de Nelson". Richard A. Lupoff chamou isso de "uma revelação", dizendo que "o estilo de Nelson é nitidamente focado e cuidadosamente colorido ... Sua conspiração é exatamente tão complexa quanto deveria ser [e] seus personagens são bem desenhados". Foi reescrito e republicado como Timequest de 1985.
No 1982 Philip K. Dick Awards, o romance de Nelson The Prometheus Man ganhou uma citação especial (vice-campeão).

## Gorro de hélice

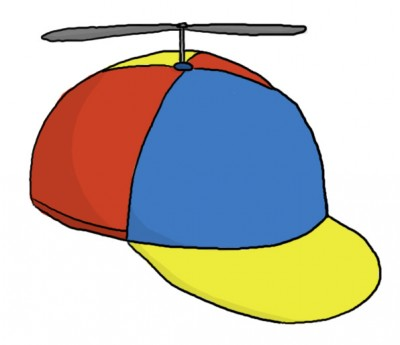
Um gorro de hélice

Ray Nelson declarou que sua maior reivindicação para a fama é ser o criador do icônico Gorro de hélice como um símbolo do fandom de ficção científica, enquanto um aluno da 10ª série da Cadillac High School. Ele também afirma ter inventado o personagem "Beany" em um concurso de 1948 para o que se tornaria Time for Beany enquanto visitava parentes na Califórnia. "Eu acho que é provavelmente a minha melhor aposta de ser lembrado", diz Nelson. "Eu nunca estive na lista de best-sellers do New York Times".